# Marijana Marković

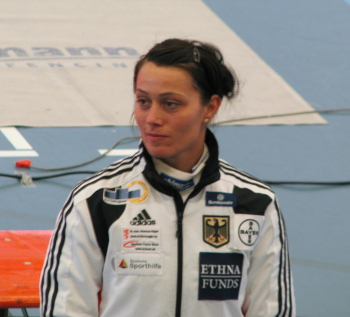
Marijana Marković 2013

Marijana Marković (* 3. Februar 1982 in Frankfurt am Main) ist eine deutsche Degenfechterin und deutsche Meisterin.

## Sportliche Laufbahn
Marijana Marković, Spitzname „Maja“, trat 1990 in den Offenbacher Fechtclub von 1863 ein. Dort lernte sie von den Fechtmeistern Ștefan Haukler und Miklos Bodoczi die Kunst des Florettfechtens. Bereits mit 13 Jahren errang sie mit dem Deutschen Meistertitel ihren ersten großen Titel im Florettfechten. Ihr großes Talent zeigte sich in ihrer fechterischen Vielseitigkeit, da weitere Deutsche Meistertitel mit dem Degen folgten. Im Jahre 2002 wechselte sie zu TSV Bayer 04 Leverkusen, trainiert aber auch im Leistungsstützpunkt Bonn unter dem Bundestrainer Manfred Kaspar.
Die endgültige waffentechnische Spezialisierung vollzog sie im Jahre 1999, als sie in Keszthely sowohl Kadettenweltmeisterin im Damendegenfechten und als auch Dritte bei den Junioren wurde. Seit diesem Zeitpunkt ist sie ständiges Mitglied der deutschen Frauen-Degen-Nationalmannschaft, mit der sie zahlreiche Erfolge errang. Darunter waren unter anderem im Jahre 2003 die Vizeweltmeisterschaft in Havanna, 2004 olympisches Silber in Athen, 2006 Bronze bei den Weltmeisterschaften in Turin, wie auch 2007 in St. Petersburg, sowie 2008 in Peking und 2009 in Antalya.

## Berufliche Laufbahn
Nach erfolgreichem Abitur im Jahre 2001 am Adolf-Reichwein Gymnasium in Heusenstamm begann sie zunächst ein Studium der Sportwissenschaften an der Johann Wolfgang Goethe-Universität Frankfurt am Main. Im Hinblick auf die Vorbereitung der Olympischen Spiele in Athen, orientierte sie sich sportlich sowie beruflich neu. Mit ihrem Vereinswechsel trat sie der Sportfördergruppe der Bundeswehr bei.
Nach den Olympischen Spielen in Athen startete sie ihr Ingenieurstudium der Lebensmitteltechnologie an der Rheinischen Friedrich-Wilhelms-Universität Bonn, dass sie 2010 erfolgreich beendete.
2011 trat sie erneut der Sportfördergruppe der Bundeswehr in Mainz (Dienstgrad Stabsunteroffizier) bei, um sich wiederum optimal auf die Olympischen Spiele vorbereiten zu können.